# لعبة القط والفار

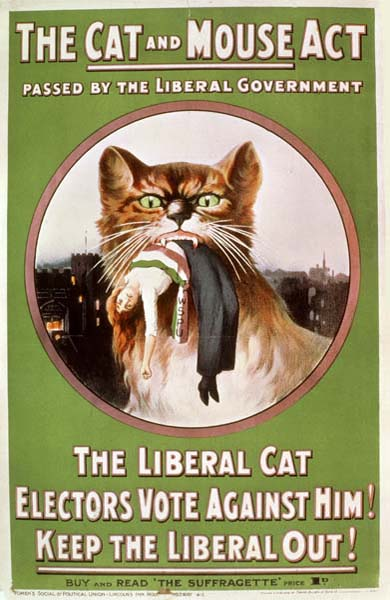

لعبة القط والفأر، تعبير اصطلاحي في اللغة الإنجليزية يرجع إلى سنة 1675 ويعني «فعل مصطنع للقط ينطوي على سعيها الدؤوب بالقرب من الأسر والفرار المتكرر.»
و«القط» غير قادر على تأمين انتصار نهائي على «الفأر»، 
الذي على الرغم من عدم تمكنه من هزيمة القط، قادر على تجنب القبض عليه. في الحالات القصوى،
المصطلح قد يعني أن السباق هو لا ينتهي أبدا.
يشتق المصطلح من سلوك صيد القطط المنزلية، والتي غالبا ما تبدو في «اللعب» مع فريسة بإطلاقه بعد القبض عليه.
يعتبر هذا السلوك يرجع إلى حتمية الغريزي للتأكد من أن فريسة ضعيفة بما يكفي للقتل دون المساس بالقط.
في استخدام العامية، وكثيرا ما تم تعميمه على أنها تعني ببساطة أن الميزة ينتقل باستمرار بين المتنافسين، مما يؤدي إلى طريق مسدود أو جمود فعلي.